# Юркинское сельское поселение (Вологодская область)
Юркинское сельское поселение — упразднённое сельское поселение в составе Бабушкинского района Вологодской области.
Центр — деревня Юркино.
Население по данным переписи 2010 года — 581 человек, оценка на 1 января 2012 года — 569 человек.

## История
Образовано 1 января 2006 года в соответствии с Федеральным законом № 131 «Об общих принципах организации местного самоуправления в Российской Федерации».
В состав сельского поселения вошли Юркинский и Фетининский сельсоветы.
Законом Вологодской области от 1 июня 2015 года № 3667-ОЗ Идское сельское поселение Миньковское сельское поселение и Юркинское сельское поселение были объединены в сельское поселение Миньковское с административным центром в селе Миньково.

## География
Сельское поселение граничило с Идским, Бабушкинским, Миньковским и Березниковским сельскими поселениями. На юге — с Костромской областью.
На правом берегу реки Кунож, в 4 км к северу от лесного поселка Кунож расположен ландшафтный сосновый заказник площадью 2494 га «Иконный бор».

## Экономика
Население занимается занимающихся заготовкой и переработкой древесины. Сельхозпредприятий на территории поселения нет.
Ежегодно в конце июля празднуется «Прокопьевская».

## Населённые пункты

В 2015 году Идское и Юркинское сельские поселения присоединены к Миньковскому

В 1999 году был утверждён список населённых пунктов Вологодской области. С тех пор состав Юркинского сельсовета не изменялся.
В состав сельского поселения входили 12 населённых пунктов, в том числе
10 деревень,
1 посёлок,
1 хутор.
| Населённый пункт  | ОКАТО          | Рег. номер | Расстояние до районного центра, км | Расстояние до центра поселения, км | Индекс | Координаты                      |
| ----------------- | -------------- | ---------- | ---------------------------------- | ---------------------------------- | ------ | ------------------------------- |
| деревня Аниково   | 19 208 864 001 | 409        | 70                                 |                                    | 161348 | 59°23′11″ с. ш. 43°45′00″ в. д. |
| деревня Зубариха  | 19 208 868 002 | 415        | 58                                 | 7                                  | 161342 | 59°26′43″ с. ш. 43°37′06″ в. д. |
| хутор Игрово      | 19 208 868 003 | 416        | 61                                 | 10                                 | 161342 | 59°24′11″ с. ш. 43°35′00″ в. д. |
| посёлок Кунож     | 19 208 864 002 | 410        | 85                                 |                                    | 161349 | 59°16′08″ с. ш. 43°44′46″ в. д. |
| деревня Петухово  | 19 208 868 004 | 417        | 49                                 | 2                                  | 161342 | 59°30′24″ с. ш. 43°34′35″ в. д. |
| деревня Починок   | 19 208 864 003 | 411        | 76                                 |                                    | 161363 | 59°23′58″ с. ш. 43°51′09″ в. д. |
| деревня Пустошь   | 19 208 864 004 | 412        | 76,5                               |                                    | 161348 | 59°21′37″ с. ш. 43°39′14″ в. д. |
| деревня Свертнево | 19 208 868 005 | 418        | 61,5                               | 10,5                               | 161342 | 59°24′18″ с. ш. 43°37′54″ в. д. |
| деревня Тевигино  | 19 208 868 006 | 419        | 58                                 | 6                                  | 161342 | 59°32′15″ с. ш. 43°35′09″ в. д. |
| деревня Теляково  | 19 208 868 007 | 420        | 54,5                               | 3,5                                | 161342 | 59°29′47″ с. ш. 43°33′50″ в. д. |
| деревня Фетинино  | 19 208 864 005 | 413        | 72                                 |                                    | 161348 | 59°23′28″ с. ш. 43°46′58″ в. д. |
| деревня Юркино    | 19 208 868 001 | 414        | 51                                 | —                                  | 161342 | 59°29′10″ с. ш. 43°35′14″ в. д. |